# Приоритет диафрагмы
Приорите́т диафра́гмы («автомат выдержки», англ. Aperture Priority AE) — режим автоматического управления экспозицией фотоаппарата или видеокамеры, при котором автоматика бесступенчато выбирает выдержку затвора (время считывания кадра матрицей), в зависимости от установленной вручную диафрагмы. У разных производителей современной фототехники на диске режимов съёмки приоритету диафрагмы соответствуют обозначения Av (значение англ. Aperture Value системы APEX) или A (англ. Aperture). Впервые такой режим реализован в 1971 году в японском фотоаппарате Pentax Electro Spotmatic со встроенным TTL-экспонометром. Шестью годами раньше в СССР выпущен фотоаппарат «Киев-10», поддерживающий этот режим, но оснащённый устаревшим экспонометром с внешним фотоэлементом.
|  |  |

## Особенности
Режим приоритета диафрагмы используется в тех случаях, когда решающее значение имеет глубина резкости, и сюжет не содержит быстродвижущихся объектов. Задавая малое отверстие (большое число диафрагмы), можно получить большую глубину резкости, уменьшить аберрации (до определённого предела). Напротив, большое отверстие позволяет эффективно отделить объект от фона или придать ему необходимую мягкость (см. также Боке). При этом мягкость заключается не столько в мягком фокусе, сколько в минимизации глубины резкости, которая может составлять всего долю миллиметра (применительно к реальному объекту, а не его изображению). При этом края предмета, если только он не совсем плоский, и съёмка ведётся перпендикулярно ему, уже становятся нерезкими.
Подобного эффекта можно добиться и при обработке фотографии в растровом графическом редакторе на компьютере, но при этом пропадает естественность такого изображения, хотя позволяет добиться иного видения (см. Цифровая обработка изображений).